# Colladonus youngi
Colladonus youngi är en insektsart som beskrevs av Nielson 1957. Colladonus youngi ingår i släktet Colladonus och familjen dvärgstritar. Inga underarter finns listade i Catalogue of Life.